# Двинское сельское поселение (Верхнетоемский район)
Дви́нское се́льское поселе́ние или муниципа́льное образова́ние «Дви́нское» — упразднённое муниципальное образование со статусом сельского поселения в Верхнетоемском муниципальном районе Архангельской области России.
Соответствовало административно-территориальным единицам в Верхнетоемском районе — Двинскому и Тимошинскому сельсоветам.
Административный центр — посёлок Двинской.
Законом Архангельской области от 26 апреля 2021 года № 413-25-ОЗ с 1 июня 2021 года упразднено в связи с преобразованием Верхнетоемского муниципального района в муниципальный округ.

## География
Двинское сельское поселение находится на юге Верхнетоемского района, на правом берегу реки Северная Двина и в бассейне рек Ёрга, Содонга, Верхняя Тойма, Ухменьга, Курома, Большая Свага, Шоромка. На севере граничит с Верхнетоемским сельским поселением, на западе — Федьковским сельским поселением. Площадь территории: 3113 км².

## История
Муниципальное образование было образовано в 2006 году.
1 июня 2014 года (Законом Архангельской области от 21 апреля 2014 года № 121-7-ОЗ), в Двинское сельское поселение вошли населённые пункты упразднённого Тимошинского сельского поселения.
В XVI—XVII веках Вершинская волость относилась к Подвинскому стану (четверти) Важского уезда, а волость Нижняя Ёрга (Корниловская) входила в состав Двинской трети Устюжского уезда. В 1959 году был упразднён Черевковский район, а Тимошинский и Вершинский сельсоветы вошли в состав Верхнетоемского района.

## Население
| 1979  | 1992  | 2001  | 2002  | 2003  | 2004  | 2006  | 2010  | 2011  |
| ----- | ----- | ----- | ----- | ----- | ----- | ----- | ----- | ----- |
| 2483  | ↗3642 | ↘3180 | ↗3252 | ↗3391 | ↘3256 | ↘3040 | ↘2852 | ↘2666 |
| 2012  | 2013  | 2014  | 2015  | 2016  | 2017  | 2018  | 2019  | 2020  |
| ↗2815 | ↘2684 | ↘2656 | ↗3580 | ↘3435 | ↘3362 | ↘3241 | ↘3152 | ↘3079 |
| 2021  |       |       |       |       |       |       |       |       |
| ↘2948 |       |       |       |       |       |       |       |       |

## Состав сельского поселения
В состав сельского поселения входят 79 населённых пунктов.
| №  | Населённый пункт  | Тип населённого пункта          | Население |
| -- | ----------------- | ------------------------------- | --------- |
| 1  | Акуловская        | деревня                         | ↘22       |
| 2  | Андреевская       | деревня                         | ↘1        |
| 3  | Анциферовская     | деревня                         | →0        |
| 4  | Артемьевская      | деревня                         | ↘18       |
| 5  | Бабинская         | деревня                         | ↘13       |
| 6  | Барановская       | деревня                         | ↘3        |
| 7  | Варламовская      | деревня                         | ↘0        |
| 8  | Васюковская       | деревня                         | ↘10       |
| 9  | Васютинская       | деревня                         | →0        |
| 10 | Великопольская    | деревня                         | →0        |
| 11 | Верхняя Воронка   | деревня                         | ↘2        |
| 12 | Виноградова       | деревня                         | ↘1        |
| 13 | Власовская        | деревня                         | →0        |
| 14 | Волонковская      | деревня                         | ↘18       |
| 15 | Гоголевская       | деревня                         | ↗1        |
| 16 | Голеневская       | деревня                         | →0        |
| 17 | Гольцевская       | деревня                         | →0        |
| 18 | Гончаровская      | деревня                         | →1        |
| 19 | Григорьевская     | деревня                         | ↘2        |
| 20 | Гридинская        | деревня                         | ↘0        |
| 21 | Двинской          | посёлок, административный центр | ↘2543     |
| 22 | Дудыревская       | деревня                         | ↘26       |
| 23 | Ежевская          | деревня                         | ↘11       |
| 24 | Загорье           | деревня                         | →0        |
| 25 | Заруба            | посёлок                         | ↘153      |
| 26 | Исаковская        | деревня                         | ↘63       |
| 27 | Козоватовская     | деревня                         | →0        |
| 28 | Корниловская      | деревня                         | ↘16       |
| 29 | Кульпинская       | деревня                         | ↘10       |
| 30 | Лазаревская       | деревня                         | →0        |
| 31 | Лахома            | посёлок                         | ↘165      |
| 32 | Лопатинская       | деревня                         | ↘0        |
| 33 | Люлинская         | деревня                         | ↘23       |
| 34 | Мартюковская      | деревня                         | ↘6        |
| 35 | Мила              | деревня                         | ↗4        |
| 36 | Михайловская      | деревня                         | ↘13       |
| 37 | Михеевская        | деревня                         | ↗5        |
| 38 | Мончевская        | деревня                         | →0        |
| 39 | Нестюковская      | деревня                         | ↘25       |
| 40 | Никитинская       | деревня                         | ↘6        |
| 41 | Николаевская      | деревня                         | ↘4        |
| 42 | Никулинская       | деревня                         | ↘3        |
| 43 | Нироновская       | деревня                         | →0        |
| 44 | Новгородская      | деревня                         | ↘187      |
| 45 | Окатовская        | деревня                         | ↗2        |
| 46 | Ореховская        | деревня                         | ↘0        |
| 47 | Павшинская        | деревня                         | ↘0        |
| 48 | Першинская        | деревня                         | →0        |
| 49 | Прошинская        | деревня                         | →0        |
| 50 | Рудаковская       | деревня                         | →0        |
| 51 | Савкино           | деревня                         | ↘5        |
| 52 | Семёновская       | деревня                         | ↗5        |
| 53 | Семёновская 1-я   | деревня                         | ↘57       |
| 54 | Семёновская 2-я   | деревня                         | ↘4        |
| 55 | Скрипчинская      | деревня                         | ↘37       |
| 56 | Сорокоумовская    | деревня                         | ↗15       |
| 57 | Старковская       | деревня                         | →0        |
| 58 | Степановская      | деревня                         | ↘0        |
| 59 | Суровцев Наволок  | деревня                         | ↘0        |
| 60 | Тимоховская       | деревня                         | →13       |
| 61 | Тропинская        | деревня                         | ↘6        |
| 62 | Трофимовская      | деревня                         | ↗48       |
| 63 | Трубинская        | деревня                         | ↘45       |
| 64 | Усть-Ерга         | посёлок                         | ↘211      |
| 65 | Усть-Ерогодская   | деревня                         | ↘41       |
| 66 | Ухменьга          | посёлок                         | ↗152      |
| 67 | Ущаж              | деревня                         | ↘74       |
| 68 | Фатьяновская      | деревня                         | →0        |
| 69 | Федотовская       | деревня                         | →4        |
| 70 | Фоминская         | деревня                         | ↘2        |
| 71 | Фоминская         | деревня                         | 2         |
| 72 | Харитоновская     | деревня                         | ↘9        |
| 73 | Чёда              | деревня                         | ↗1        |
| 74 | Червленная Слудка | деревня                         | ↘4        |
| 75 | Черновраговская   | деревня                         | ↘3        |
| 76 | Шоромская         | деревня                         | ↗17       |
| 77 | Шуровская         | деревня                         | ↗8        |
| 78 | Юркинская         | деревня                         | →0        |
| 79 | Якушевская        | деревня                         | ↘3        |

### Карты
- [mapp38.narod.ru/map1/index79.html Топографическая карта P-38-79,80. Авнюгский]
- [mapp38.narod.ru/map1/index67.html Топографическая карта P-38-67,68. Верхняя Тойма]
- [www.g151.ru/content/maps/disk11/P-38 %20%20%2072%20%D0%BB%20%20%28%D0%A0%D0%A4%20%28%D0%9A%D0%9E%D0%A2%D0%9B%D0%90%D0%A1%29%29/P38-055,056 %20%20%20%D0%9B%D0%90%D0%9C%D0%91%D0%90%D0%A1%20%2084-88 %20%20%28+%29.jpg Топографическая карта P38-055,056]